# Villa Maurice-Rollinat
Villa Maurice-Rollinat är en återvändsgata i Quartier d'Amérique i Paris nittonde arrondissement. Gatan är uppkallad efter den franske poeten Maurice Rollinat (1846–1903). Villa Maurice-Rollinat börjar vid Rue Miguel-Hidalgo 29.

## Omgivningar
- Saint-François-d'Assise
- Impasse Grimaud
- Villa Paul-Verlaine
- Villa Rimbaud
- Villa Claude-Monet
- Villa Jules-Laforgue

## Bilder
| - Maurice Rollinat. - Gatuskylt. - Saint-François-d'Assise. |

## Kommunikationer
- Tunnelbana – linjerna  – Danube
- Busshållplats Rhin et Danube – Paris bussnät

### Webbkällor
- ”Villa Maurice-Rollinat”. Mairie de Paris. https://web.archive.org/web/20150514043202/http://www.v2asp.paris.fr/commun/v2asp/v2/nomenclature_voies/Voieactu/6125.nom.htm. Läst 18 januari 2024.
- ”Villa Maurice-Rollinat (19ème arrondissement)”. Les rues de Paris. https://web.archive.org/web/20160409123930/http://www.parisrues.com/rues19/paris-19-villa-maurice-rollinat.html. Läst 18 januari 2024.